# Глушицкий, Илья Сергеевич
Илья́ Серге́евич Глуши́цкий (укр. Ілля Сергійович Глушицький; 2 августа 1993 года; Макеевка, Донецкая область, Украина) — украинский футболист, защитник.

## Игровая карьера
Воспитанник донецкого «Шахтёра». После завершения обучения играл за третью команду «горняков» во второй лиге чемпионата Украины. В 2012 году несколько месяцев провёл в аренде в соседнем «Олимпике», выступавшем в первой лиге. В сезоне 2013/14 сыграл 8 матчей в молодёжном составе «Шахтёра», забил 2 гола.
Летом 2014 года перешёл на правах аренды в ужгородскую «Говерлу». В этой команде дебютировал в Премьер-лиге 2 августа 2014 года в игре с запорожским «Металлургом», заменив во втором тайме Сергея Люльку. Во время зимнего перерыва в чемпионате проходил просмотр в мариупольском «Ильичёвце», но в итоге продлил арендное соглашение с «Говерлой». Всего в сезоне 2014/15 футболист сыграл за ужгородский клуб в 10-и матчах Премьер-лиги и 4-х — молодёжного первенства.
1 сентября 2015 был заявлен за «Горняк-Спорт», в составе которого дебютировал 5 сентября в домашнем матче Первой лиги против клуба «Черкасский Днепр». 25 ноября 2015 года было объявлено о прекращении сотрудничества между игроком и клубом «Горняк-Спорт».
2 марта 2016 года был заявлен за «Гелиос».
23 августа 2018 г был заявлен за «Океан» Керчь выступающий в Премьер-лиге КФС.
В 2020 году пожизненно дисквалифицирован Федерацией футбола Армении от любой деятельности, связанной с футболом, за участие в организации договорных матчей